# Chondradenia
Chondradenia é um género botânico pertencente à família das orquídeas (Orchidaceae).

## Espécies
1. Chondradenia doyonensis (Hand.-Mazz.) Verm., Jahresber. Naturwiss. Vereins Wuppertal 25: 36 (1972).
2. Chondradenia fauriei (Finet) Sawada ex Maek., Wild Orchids Japan Colour: 456 (1971).